# Ngajum (plaats)
Ngajum is een bestuurslaag in het regentschap Malang van de provincie Oost-Java, Indonesië. Ngajum telt 10.566 inwoners (volkstelling 2010).